# Sinn Féin
Sinn Féin, vyslovuje se [šin fejn], je název používaný řadou irských politických hnutí 20. století. Každá z nich tvrdila, že je nástupcem původní strany založené Arthurem Griffithem roku 1905. Tento název znamená „sami“ nebo „my sami“. Název původně pochází z názvu regionálních novin, které vycházely ve městě Oldcastle v hrabství Meath. Arthur Griffith požádal vydavatele, zda by mohl použít název jejich novin pro novou politickou stranu, když ji zakládal, a ti mu toto povolení udělili.
V moderní politice, je toto jméno téměř vždy spojováno s politickou stranou oddané irskému republikanismu, která je často vnímána jako politické křídlo Irské republikánské armády. Stěžejním rysem Sinn Féin je její tvrdá nacionalistická linie, ale je to také levicová organizace, hlásící se k demokratickému socialismu podporující zvýšení veřejných výdajů na chudé a bezplatné zdravotnictví.
Strana existuje jak v Irské republice (s 37 křesly ze 166 v Dáil Éireann), tak v Severním Irsku (s 28 křesly ze 108 je největší irskou nacionalistickou stranou v severoirském parlamentu). Jedná se o jedinou relevantní politickou stranu, která úspěšně působí v obou částech ostrova.
Strana je rovněž nejsilnější irskou nacionalistickou stranou v Britském parlamentu s 5 křesly (z celkových 646), ale tito poslanci praktikují abstencionismus.
Sinn Féin je radikální republikánská strana, která dlouhodobě usiluje o vytvoření sjednoceného Irska. Sinn Féin začala spolupracovat v rámci irského parlamentu v roce 1986 a stala se součástí irského stranického systému. A to i přes prakticky nulový koaliční potenciál. V dnešní době je pátou nejpočetnější politickou stranou v Irsku. V irské politice zastává značně levicový názor a poměrně negativní je také postoj k evropské integraci.

## Historie
Někteří historici vedou spory, jestli se ve skutečnosti jedná o jedinou, kontinuální Sinn Féin. Někteří v ní vidí soubor stran vzniklých z jiných stran. V jejím vedení docházelo k různým roztržkám ve 20., 30., 60., 80. a 90. letech 20. století, spojené s formováním konkurenčních stran, s převážně novými jmény, některé strany si však Sinn Féin ve svém názvu zachovaly. Sinn Féin Arthura Griffitha má velice málo společného se současnou stranou. Griffith usiloval o obnovení duální monarchie, za což se snažil bojovat legální cestou. Tyto cíle byly poprvé zveřejněny v takzvané Ústavě 1782. Poté, co byly v letech 1923 a 1926 založeny strany Cumann na nGaedheal a Fianna Fáil, pouze malá část členů zůstala ve straně po anglo-irské válce, a ti se jen velmi zřídka angažovali v politice. Hlásili se k různým politickým směrům, často k radikálně socialistickým a militantním a byli angažování v zemědělské politice na západě země. Zbytek Sinn Féin vedl John J. O'Kelly.
Straně se podařilo získat pět křesel v irských parlamentních volbách v červnu 1927, ale ztratila na významu na několik období. Spoustu členů a sympatizantů pomáhalo vytvořit „Irskou brigádu“, která bojovala ve španělské občanské válce proti Francovi a fašismu ve 30. letech 20. století. V kontrastu s tím byla podpora Franca ze strany Cumann na nGaedheal. Mnoho jejich členů dokonce během druhé světové války podporovalo nacistické Německo. Strana se trochu vzpamatovala v generálních volbách ve Spojeném království roku 1955, získala dvě křesla, a v irských generálních volbách roku 1957, získala čtyři křesla.
Ve volbách roku 1959 do Westminsteru klesla popularita Sinn Féin téměř o 60 %. V roce 1960 se Sinn Féin přesunula doleva. V 60. letech prodělala štěpení a v její struktuře se objevily dva názorové proudy, oficiální a prozatímní. Oficiální proud, ze kterého se později vytvořila Workers' Party, uvažoval o přechodu od pasivní politiky odporu k zahájení spolupráce se státními institucemi. Zatímco prozatímní proud usiloval o zachování pasivní politiky odporu a považovali ozbrojený boj za legitimní prostředek pro dosažení politických cílů. Období 60. let bylo pro Sinn Féin jedno z nejtěžších v historii.
V 70. letech se Sinn Féin znovu objevila na politické scéně v plné síle, stala se hlavní politickou silou v Severním Irsku usilující o vytvoření socialistické republiky. 
Na začátku 80. let byla situace na severu ostrova nelehká. Republikáni se stále více zúčastňovali demokratického procesu. Gerry Adams byl v listopadu 1983 zvolen předsedou Sinn Féin. V roce 1986 po volebním úspěchu na jihu skončila strana s politikou odmítání zasednout v Dáilu. V roce 2017 oznámil Gerry Adams záměr odstoupit z funkce předsedy strany. V lednu 2018 byla Mary Lou McDonaldová nominovaná na post předsedkyně strany.
V květnu 2022 vyhrála Sinn Féin volby do severoirského parlamentu, když získala 27 křesel z 90, zatímco druhá nejsilnější Demokratická unionistická strana (DUP) získala jen 25 mandátů.